# William Kanerva
Pour les articles homonymes, voir Kanerva.
Yrjö William Kanerva (26 novembre 1902 à Impilahti – 10 octobre 1956 à Helsinki) est un footballeur international finlandais, qui reçoit 51 sélections en équipe nationale entre 1922 et 1938, pour 13 buts. 

## Biographie
Il joue pour les clubs finlandais de HJK et de HPS. 
Il dispute les JO 1936, inscrivant un but sur penalty mais insuffisant pour battre le Pérou (7-3). La Finlande est éliminée au premier tour de la compétition.